# رسائل أخلاقية إلى لوسيلوس
الرسائل الأخلاقية إلى لوسيلوس (اللاتينية لـ "Epistulae Morales ad Lucilium)، والمعروفة أيضًا باسم "الرسائل الأخلاقية" و"الرسائل من الرواقي"، هي مجموعة من 124 حرفًا كتبها لوكيوس سينيكا في نهاية حياته تقاعده، بعد أن عمل لدى الإمبراطور نيرون لأكثر من عشر سنوات. وهي موجهة إلى لوسيليوس جونيور، المدعي العام لصقلية آنذاك، والذي لا يُعرف إلا من خلال كتابات سينيكا.
غالبًا ما تبدأ الرسائل بملاحظة حول الحياة اليومية، ثم تنتقل إلى قضية أو مبدأ مستخرج من تلك الملاحظة. والنتيجة عن ذلك عبارة عن يوميات أو كتيب تأملات فلسفية. تركز الرسائل على العديد من الموضوعات التقليدية للفلسفة الرواقية مثل ازدراء الموت، والفضيلة باعتبارها الصالح الأعلى.